# Thespis

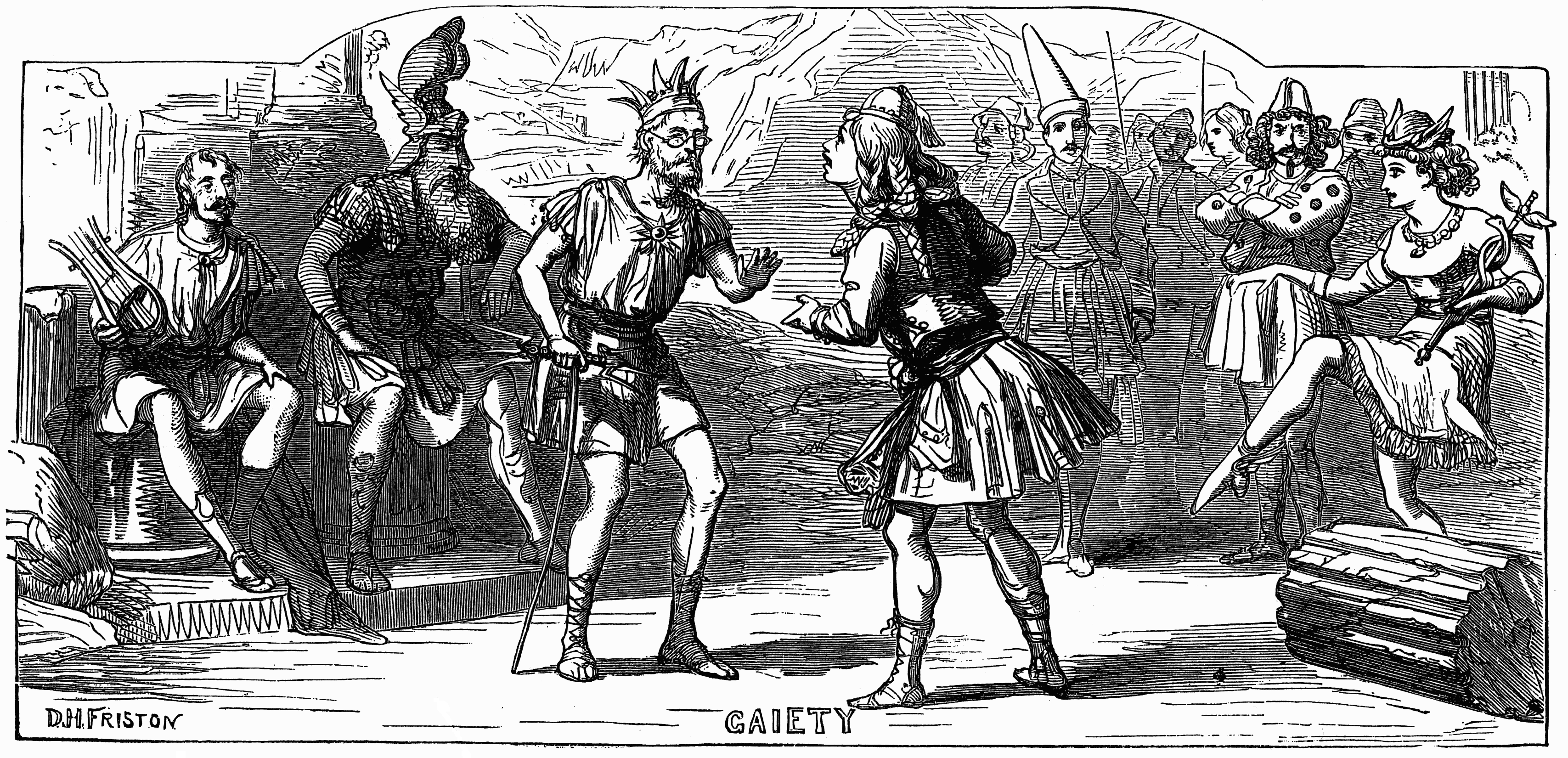
Illustrazione di Thespis, opera comica di Gilbert e Sullivan.

Thespis o The Gods Grown Old, fu la prima collaborazione fra il librettista W. S. Gilbert ed il compositore Arthur Sullivan. Gilbert e Sullivan scrissero assieme quattordici opere comiche il resto delle quali è conosciuto come Savoy Opera. Thespis venne eseguita per la prima volta a Londra al Gaiety Theatre (Londra) con Nellie Farren, il 26 dicembre 1871, dove ebbe 63 repliche.

## L'argomento
Thespis è un'opera stravagante in cui gli dei dell'Olimpo, diventati vecchi, vengono temporaneamente sostituiti da un gruppo di attori ed attrici del XIX secolo, fra i quali vi è l'eponimo Thespis, il greco padre del dramma. Lo stile del pezzo è analogo a quello di Orfeo all'inferno e La belle Hélène di Offenbach, che tradotti in inglese dominavano la scena del teatro musicale inglese. Esso richiama inoltre i classici burleschi di James. R. Planché e Charles Dance. Il ruolo di Apollo venne ricoperto dal fratello del compositore, Fred Sullivan.
Dopo Thespis, passarono ben quattro anni prima che Gilbert e Sullivan collaborassero nella loro successiva opera in un atto, Trial by Jury, nel 1875. Quando l'opera raggiunse un sorprendente successo, vi furono discussioni per una veloce riedizione di Thespis per il Natale del 1876, ma il progetto venne abbandonato quando l'impresario Richard D'Oyly Carte ed i suoi soci non furono disponibili a pagare le somme richieste da Gilbert e Sullivan.
Dopo una singola rappresentazione di Thespis alla fine del 1872, Thespis non venne più rappresentata durante la vita dei due autori ed il lavoro completo si crede sia andato smarrito. Una canzone tratta dall'opera, "Little maid of Arcadee", venne pubblicata da Cramer durante le prime rappresentazioni. Un'altra canzone, "Climbing over rocky mountain", fu rielaborata ed inserita nell'opera The Pirates of Penzance.

### La scoperta del balletto
Un balletto in cinque movimenti venne inserito nel secondo atto. Il libretto lo pose prima della fine del secondo atto e molti critici furono d'accordo con questa scelta anche se alcuni lo avrebbero voluto un poco prima nel corso dell'atto. Esso può essere stato spostato al primo atto in alcune recite ma era sicuramente nel secondo atto la sera della prima.
Nel 1990, Roderick Spencer e Selwyn Tillett trovarono lo spartito del balletto dal secondo atto di Thespis. Tre dei cinque movimenti del balletto furono trovati assieme al balletto di Sullivan del 1864 per L'Île Enchantée.
Questo materiale non collegato fu fortunosamente preservato, perché Sullivan lo aveva riutilizzato in parte nel suo balletto del 1894 Victoria and Merrie England.
Spencer e Tillett furono capaci di suggerire dei plausibili candidati per la scrittura del secondo e quarto movimento. L'identificazione dei cinque movimenti del balletto gli scomparsi movimenti secondo e quarto movimento del balletto Thespis. L'identificazione da parte di Spencer e Tillett dei cinque movimenti del balletto viene considerata corretta ed esso venne incisi su CD da due case discografiche diverse.

### Produzioni moderne
Dopo il, 1872, Thespis non venne più rappresentata fino al 1953. Da allora secondo Tillett and Spencer (2002), circa due dozzine di versioni separate del pezzo hanno visto la luce. Circa la metà di queste usano adattamenti musicali di altri lavori di Sullivan sia realizzati con Gilbert che con altri librettisti.